# Туфоконгломерат

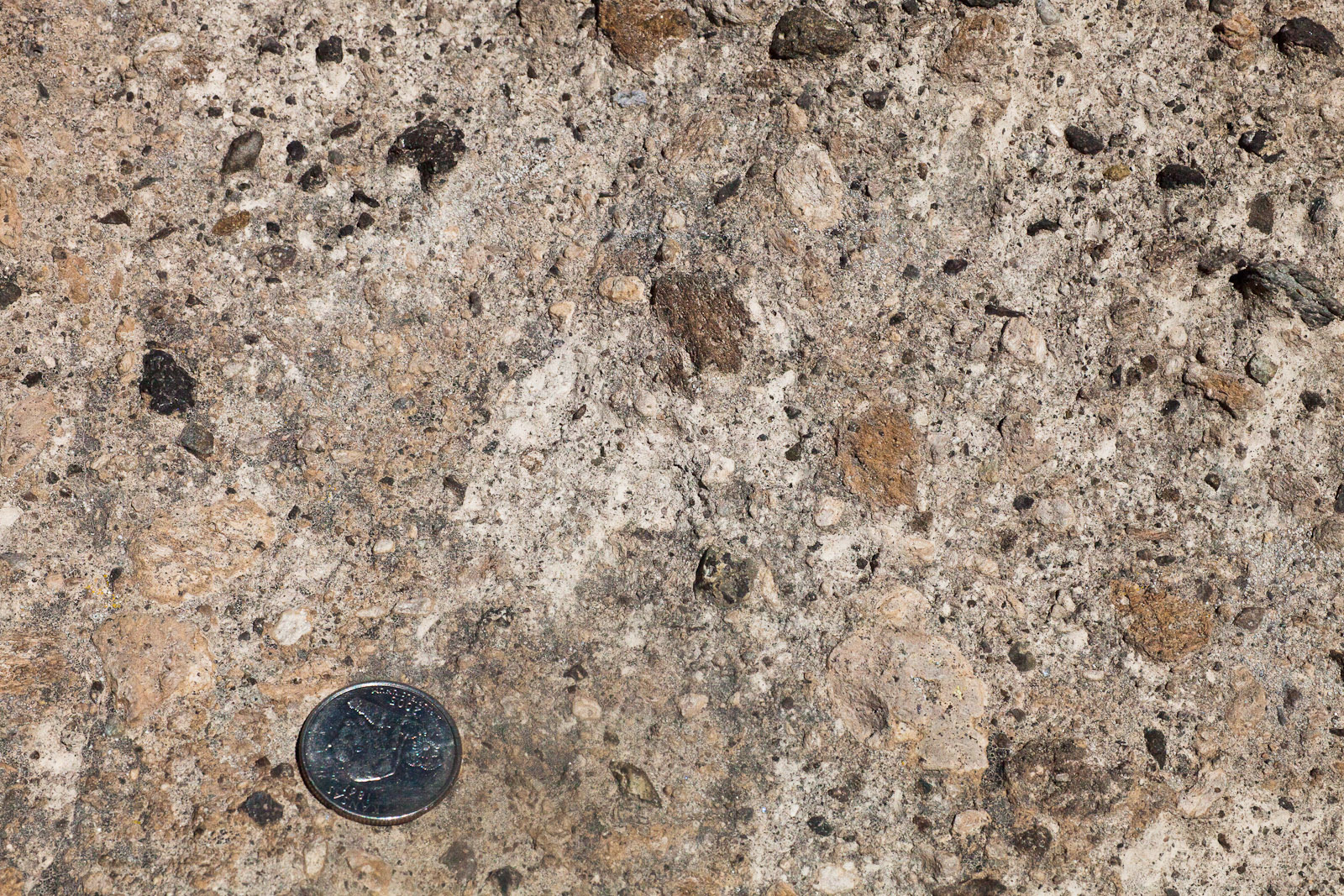
.

Туфоконгломерат (англ. tuff-conglomerate, tuff-bibblei rock; нім. Tuffkonglomerat n) – вулканогенна уламкова гірська порода з крупністю зерен (грудок) від 10 до 100 мм, що складається з осадового теригенного матеріалу і менше 50% пірокластичного.